# Clay Banks (Wisconsin)
Clay Banks es un pueblo ubicado en el condado de Door en el estado estadounidense de Wisconsin. En el Censo de 2010 tenía una población de 382 habitantes y una densidad poblacional de 3,9 personas por km².

## Geografía
Clay Banks se encuentra ubicado en las coordenadas 44°43′30″N 87°20′32″O / 44.72500, -87.34222. Según la Oficina del Censo de los Estados Unidos, Clay Banks tiene una superficie total de 97.94 km², de la cual 38.36 km² corresponden a tierra firme y (60.83%) 59.58 km² es agua.

## Demografía
Según el censo de 2010, había 382 personas residiendo en Clay Banks. La densidad de población era de 3,9 hab./km². De los 382 habitantes, Clay Banks estaba compuesto por el 98.43% blancos, el 0.26% eran afroamericanos, el 0% eran amerindios, el 0.26% eran asiáticos, el 0% eran isleños del Pacífico, el 0% eran de otras razas y el 1.05% pertenecían a dos o más razas. Del total de la población el 0.26% eran hispanos o latinos de cualquier raza.